# Carex

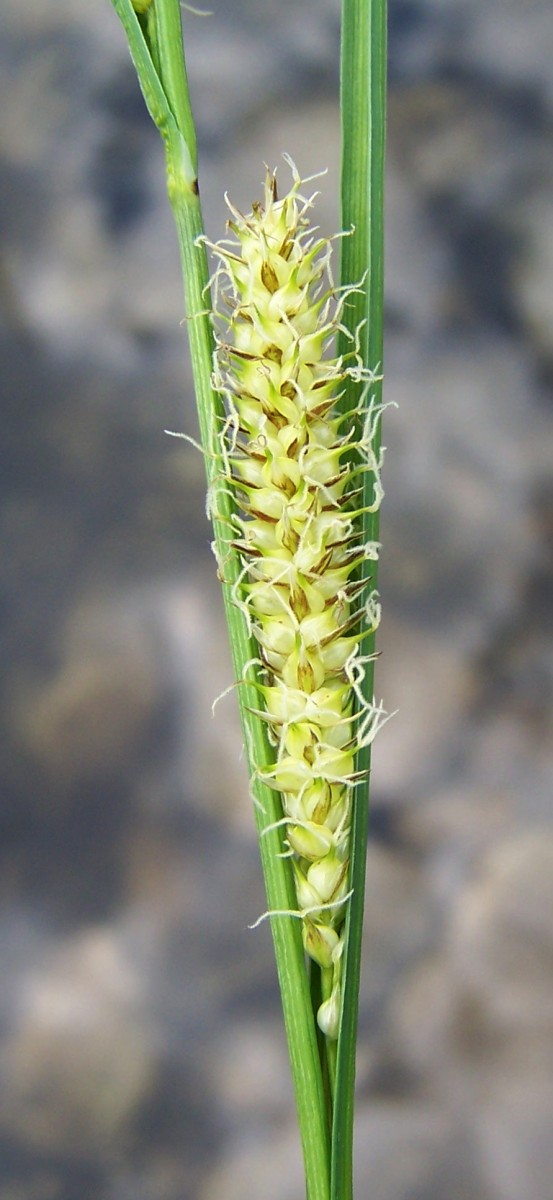
Carex rostrata.

O carriço (Carex L.)  é um género botânico pertencente à família Cyperaceae.
Este gênero  foi estabelecido por  Carolus Linnaeus  em 1753  e é composto por aproximadamente 4.080 espécies  distribuídas por quase todo o mundo, porém com predominância em regiões frias e temperadas.   É o gênero de plantas anfimíticas (com intervenção sexual) mais extensa entre as angiospermas.
Na classificação taxonômica de Jussieu (1789), Carex é um gênero  botânico,  ordem  Cyperoideae,  classe Monocotyledones com estames hipogínicos.

## Sinônimos
- Diplocarex Hayata
- Vesicarex Steyerm.

## Espécies
O género Carex é um dos maiores géneros de plantas com flor, contendo cerca de 1 800 espécies, de acordo com uma estimativa de 2004.
- «PPP-Index Lista completa»

## Classificação do gênero
| Sistema | Classificação                    | Referência               |
| ------- | -------------------------------- | ------------------------ |
| Linné   | Classe Monoecia, ordem Triandria | Species plantarum (1753) |